# Црква Светог Николе у Штитарима
Црква Светог Николе у Штитарима, се налази северозападно од Новог Пазара, у долини реке Људске, подигнута је током 17. века и представља споменик културе од великог значаја.

## Изглед
У селу Штитарима налази се црква Никољача која према појединим особеним решењима архитектура је слична цркви у Јанчи. Једнобродна грађевина је паровима пиластара подељена на три травеја, од којих је западни, узан, вероватно у функцији припрате, готово квадратни централни травеј првобитно је служио као наос, док је источни травеј – олтарски простор задржао ширину брода и решен је и споља и изнутра седмострано. Средишњи травеј пресведен је полуобличасто, а бочне травеје затварају полукалоте. Почетак свода означен је профилисаним каменим венцем. Прозорски отвори различитих димензија и облика појављују се и на своду. Западна фасада карактеристична је по низу дубоких аркада на богато профилисаним конзолама. Фрагменти фресака, сачувани само у олтарском простору, сведени су на зону стојећих фигура и стилски су блиски живопису из цркве Светих Петра и Павла у Тутину. Једини сачувани део првобитног иконостаса представљају царске двери.
Конзерваторско-рестаураторски радови на архитектури и живопису извођени су током 1968. и 1971. године.